# Apiocera striativentris
Apiocera striativentris är en tvåvingeart som beskrevs av Paramonov 1953. Apiocera striativentris ingår i släktet Apiocera och familjen Apioceridae. Inga underarter finns listade i Catalogue of Life.